# ألين بورين
ألين بورين (بالإنجليزية: Allen Boren)‏ هو لاعب كرة قدم أمريكية أمريكي، ولد في 1934 في كارثاغ في الولايات المتحدة.